# ورزشگاه ارنست هاپل
ورزشگاه ارنست هاپل (به آلمانی: Ernst-Happel-Stadion) در وین اتریش، پیش از سال ۱۹۹۲ با عنوان ورزشگاه پریتر (Praterstadion) شناخته می‌شد. این ورزشگاه بین سال‌های ۱۹۲۹ و ۱۹۳۱ برای دومین المپیاد کارگران ساخته شد و در سال ۱۹۹۲ به دنبال مرگ ارنست هاپل و به افتخار وی، تغییر نام داد. مسابقه نهایی رقابت‌های یورو ۲۰۰۸ در آن برگزار شد.

## فوتبال
ورزشگاه ارنست هاپل بزرگ‌ترین ورزشگاه اتریش و خانه تیم ملی فوتبال این کشور است. بازی‌های فوتبال باشگاهی محدود است به بازی‌های داخلی و مسابقات بین‌المللی که توسط یکی از تیم‌های برتر وین، یعنی اف‌کی آستریاوین و اس‌کی راپیدوین برگزار می‌شود. دلیل این کار این است که ورزشگاه‌های اصلی این دو باشگاه برای میزبانی مسابقات جام باشگاه‌های اروپا و جام یوفا بسیار کوچک هستند. شهرآوردهای داخلی بین اف‌کی آستریاوین و اس‌کی راپیدوین نیز در این ورزشگاه صورت می‌گیرد.
گنجایش ورزشگاه، فقط ۴۹٬۸۲۵ نفر است، بااین‌حال جزو ورزشگاه‌های پنج‌ستارهٔ یوفا (گنجایش +۵۰٬۰۰۰) درجه‌بندی شده و مجاز به میزبانی فینال جام قهرمانان باشگاه‌های اروپا است. گنجایش صندلی‌ها برای میزبانی جام ملت‌های اروپا ۲۰۰۸ و فینال آن به ۵۳٬۰۰۸ نفر افزایش یافته است. ورزشگاه ارنست هاپل هم‌چنین ۳ بازی گروهی، ۲ بازی یک‌چهارم پایانی و یک نیمه‌پایانی را نیز میزبانی می‌کند. بیش‌ترین تعداد ثبت‌شده تماشاچی‌ها به سال ۱۹۶۰ برمی‌گردد، زمانی که اتریش با اتحاد جماهیر شوروی مسابقه داشت و ۹۲٬۷۰۶ نفر آن بازی را از نزدیک تماشا می‌کردند. گنجایش از آن موقع کم شده است.

### مسابقات مهمی که در ورزشگاه برگزار شده‌اند
- فینال جام باشگاه‌های اروپا ۱۹۹۵: آژاکس ۱–۰ آ.ث. میلان
- فینال جام اروپا ۱۹۹۰: آ.ث. میلان ۱–۰ بنفیکا
- فینال جام اروپا ۱۹۸۷: اف‌سی پورتو ۲–۱ بایرن مونیخ
- فینال جام برندگان جام اروپا ۱۹۷۰: منچستر سیتی ۲–۱ گورنیک زابره
- فینال جام اروپا ۱۹۶۴: اینتر میلان ۳–۱ رئال مادرید
- فینال یورو 2008: اسپانیا 1-0 آلمان

## ورزش‌های دیگر
ورزش‌های دیگری که در این ورزشگاه برگزار می‌شوند عبارت‌اند از دوومیدانی، دوچرخه‌سواری و تنیس. در سال ۱۹۵۰، ۳۵٬۰۰۰ نفر دیدند که چگونه جوزف ویدینگر اتریشی با شکست استفان اولک (از فرانسه) جام قهرمانی سنگین‌وزن اروپا را بالای سر برد و در ۱۹۹۵ یک حوض موقتی در ورزشگاه محل برگزاری مسابقات قهرمانی ال‌سی اروپایی بود.

## کنسرت‌ها
ورزشگاه ارنست هاپل میزبان تعدادی از کنسرت‌های راک بوده است. بیش از ۵۶٬۰۰۰ نفر شاهد مراسم‌های انجام‌شده توسط بون جووی، ثری تنورز (Three Tenors)، رولینگ استونز، مایکل جکسون، یو۲، گانز اند روزز، پینک فلوید، و تینا ترنر (Tina Turner) بوده‌اند.